# Раздолье (Покровский район)
Раздолье (укр. Роздолля) — село, Покровский поселковый совет, Покровский район, Днепропетровская область, Украина.
Село ликвидировано.
Находилось на расстоянии в 2,5 км от села Водяное.